# Foral manuelino de São João de Areias

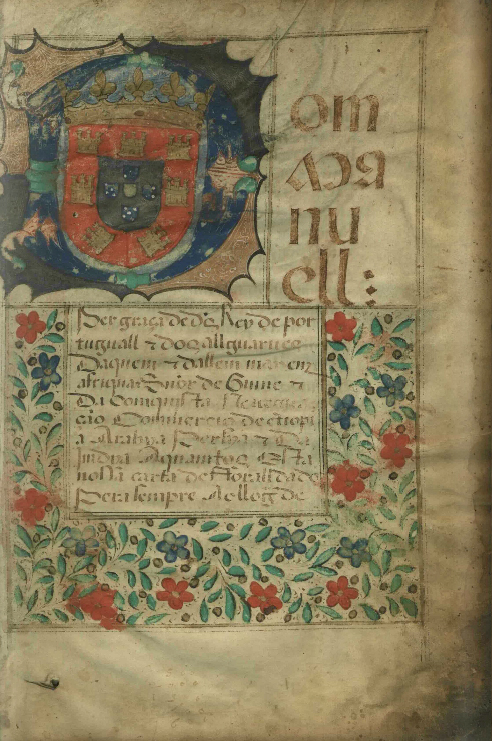
Foral manuelino de S. João de Areias - primeira página

O Foral Manuelino de São João de Areias foi concedido por Dom Manuel I em 1514, ao então concelho de São João de Areias, actualmente freguesia do Município de Santa Comba Dão (Distrito de Viseu). Sendo assim erigido o pelourinho de São João de Areias.

## História

### Contexto do surgimento
Os forais de Dom Manuel I, ditos “forais novos“ actualizaram os forais antigos, há altura desactualizados e deturpados, ou, quando estes não existiam, oficializaram por escrito os tributos, foros e direitos reais que localmente era costume pagar. Esta reforma, ocorrida numa época de progressivo robustecimento do poder do rei, de uniformização jurídica e de incentivo às relações económicas entre as vilas e seus termos, se eventualmente reduziu a autonomia dos concelhos, também permitiu clarificar e actualizar a linguagem, a conversão de pesos e medidas, fixar na moeda corrente valores a pagar, alterar o sistema de cobrança de portagens e outros tributos e, deste modo, evitar abusos nas cobranças por parte dos grandes senhores.

### Cópias do foral
Dom Manuel I mandou fazer três cópias do foral: na Câmara do Concelho de São João de Areias, no Senhorio que possuía direitos no concelho (bispo de Viseu) e, na Torre do Tombo. Destes três exemplares, só o de São João de Areias e o do bispo de Viseu eram iguais, o da Torre do Tombo apenas registava o que era específico do concelho de Areias.
A cópia pertencente à Câmara do antigo concelho foi oferecida à Biblioteca Municipal Alves Martins, em Santa Comba Dão por António Borges da Fonseca, marido de Dª. Lurdes da Silva Carvalho (segundo Mário Guedes Real). O avô desta senhora, Alfredo da Silva Carvalho, foi o último Presidente da Câmara do concelho de S. João de Areias e é natural que o foral tivesse permanecido em sua posse depois de extinto o concelho. Actualmente o foral guarda-se na Câmara Municipal de Santa Comba Dão.
A cópia do bispo de Viseu encontra-se no Museu Nacional de Arqueologia, em Lisboa, para onde foi levada pelo Dr. José Leite de Vasconcelos na primeira década do século XX. O registo na chancelaria régia encontra-se no "Livros de Foraes Novos da comarca da Beira" da Torre do Tombo.

## Descrição do Foral
O foral concedido por Dom Manuel I a 10 de Abril de 1514, ao então concelho de São João de Areias (actual freguesia do concelho de Santa Comba Dão), possui uma capa de madeira forrada a couro, protegida com cinco brochas de metal de cabeça facetada e possui restos de fechos em couro. O texto da «...carta de FForall dado pera sempre ao llog de Sanhoane dareas do bpado de vyseu...», é manuscrito e preenche vinte páginas de pergaminho. A sua primeira página apresenta o D inicial, de D. Manuel I, iluminado a cores, contendo no espaço interior da letra o escudo de armas português; os títulos de El-Rei Venturoso são tarjados com flores vermelhas e azuis contendo pequenos toques de ouro. No final, o documento é assinado por Fernão de Pina, oficial régio que presidiu à comissão reformadora dos forais. O foral apresenta ainda vistos de correição entre 1642 e 1810, enquanto esteve em vigor, e por eles sabe-se que em 1727 foi mandado consertar.
A S. João de Areias não foi concedido foral antigo e, assim, o foral Manuelino assenta, como nele se refere, sobre «...uma sentença de composição...», mas uma vez que «...pela dita sentença se não podessem declarar todos os direitos que na dita terra se pagam e também houvesse dúvida em algumas coisas na dita sentença contidas nós, pelos ditos Exames e Inquirições que mandámos fazer, poremos aqui os direitos e coisas que se no dito lugar somente houverem de pagar e os que aqui não forem declarados não se pagarão mais em nenhum tempo... ».
Em primeiro lugar o foral refere o foro que se pagava e se continuaria a pagar ao Bispo de Viseu, da época e seguintes, e que consistia na novena (a nona parte) de todo o pão, vinho, linho e legumes, estes últimos produzidos em terra foreira lavrada com bois e arado, e mais, além da dita novena, das herdades próprias e casais que aqui tinha o bispado outros particulares direitos de oitavos e sextos e carnes, consoante os contratos; o foral precisa que a marrã (leitão ou porco pequeno ou, como neste caso, parte do porco) que se paga é de 40 arráteis, mas se tivessem 30 arráteis também poderiam ser dados e por cada arrátel a menos pagavam 3 reais, se tivessem acima de 40 arráteis os foreiros recebiam 3 reais por cada arrátel a mais; os capões (galos) inteiros que se pagavam eram de um ano, se pagassem meios ou quartos pagavam no valor de 20 reais por capão inteiro; paga mais cada pessoa pelos "arcos para cubas, contidas na dita sentença, quatro cada ano". Os rendeiros ou os mordomos do Bispo eram avisados do dia em que deveriam vir partir as rações com os lavradores, caso não viessem até ao dia seguinte a partilha era feita em presença de duas testemunhas e aqueles deixavam a parte do Bispo na eira, no lagar ou no tendal.
Em segundo lugar, o foral discrimina uma enorme diversidade de disposições e de tributos, alguns ainda do senhorio, mas no geral de direito real:
O Gado de Vento, ou seja, o gado encontrado abandonado nos campos, no concelho de S. João de Areias era pertença do Senhorio (Bispo de Viseu), apesar de D. Manuel I ter determinado que todo o gado de vento passasse a pertencer à coroa, e quem o encontrasse teria que o comunicar ao oficial disso encarregado num prazo de dez dias, sob pena de ser considerado ladrão.
No concelho de S. João de Areias existiam cinco tabeliães, pagando cada um, anualmente, uma Pensão ao Rei no valor de 72 reais.
Penas de Arma, ou seja, pela utilização indevida de armas, eram de duzentos reais e a apreensão das armas pelo Ouvidor do senhorio ou pelo Meirinho da comarca. Não estavam sujeitos à pena, entre outros, moços de quinze anos e daí para baixo, nem mulheres de qualquer idade, nem os que castigando a sua mulher, filhos e escravos lhes fizessem sangue.
Em Parada (actualmente freguesia do concelho de Carregal do Sal), as pessoas que lavravam com bois (jugo) pagavam o direito de Jugada, no valor de 3 quarteiros (cerca de 600 kg) de pão terçado, trigo, centeio e milho, sendo obrigados a levá-lo ao celeiro do Senhorio (do Bispo).
Os Montados, isto é, terrenos destinados a pastos, e os Maninhos, isto é, terrenos incultos, eram pertença dos concelhos que regulamentavam entre si a sua utilização.
O imposto de Portagem era pago por homens de fora do concelho que aqui vinham vender ou comprar.
O foral discrimina os bens que estavam isentos e os que pagavam portagem. Estavam isentos o pão cozido, queijadas, biscoitos, farelos, ovos, leite, etc., os bens que se compravam e vendiam entre S. João de Areias e as aldeias que compunham o concelho, as casas movidas (tendas) dos mercadores e os produtos de passagem e ainda os bens que eram dados em pagamento das rendas, terças, casamentos, mercês ou mantimentos. Os que pagavam portagem estavam divididos em 3 categorias e o valor dessa portagem dependia da quantidade de produto transaccionado (carga de carro ou carreta - 220 Kg, carga maior - 110 Kg, carga menor ou de burro - 55 Kg e costal, carga transportada pelo homem - 27,5 kg). Na 1ª categoria de bens incluíam-se os cereais, a farinha, o sal, o vinho, vinagre, linhaça e fruta, sendo a portagem de 2 reais, 1 real, meio real e 2 ceitis por carga de carro, maior, menor e costal. Na 2ª categoria inclui o gado, escravos, panos, coirama (couro curtido e obras feitas com ele, ex. calçado), vacaris (couro de vaca), azeite e outros, forros, mercadorias e especiarias, metais e suas obras (ex. em aço, estanho e ferro), sendo a portagem por cabeça de gado e pelos escravos distinta dos outros bens pagando-se por estes 8, 4 e 2 reais por carga maior, menor e costal, não pagando quem comprasse menos de 27 Kg (costal). Na 3ª categoria incluíam-se a fruta seca, legumes e cumagre (arbusto utilizado no curtimento de couros, em tinturas e medicina), telhas e obras em barro, madeira e obras nela feita, bem como coisas feitas em esparto, palma ou junco, sendo a portagem de 3 reais por carga maior.
Após esta enumeração dos produtos isentos e dos sujeitos a portagem, com indicação do valor desta, enuncia-se o modo de a arrecadar. Os que trouxessem mercadorias para vender e os que comprassem coisas para as levar para fora do concelho, deveriam dar conhecimento ao Rendeiro da Portagem ou ao Oficial dela, ou caso no lugar não houvesse notificavam ao Requeredor, ao Juiz, ao Vintaneiro (Oficial da Justiça ou da Fazenda) ou a testemunhas, obrigatoriamente, mesmo que não pagassem direito de portagem, caso contrário incorreriam na “pena de descaminhado”, isto é, de sonegação ao pagamento de direitos aduaneiros impostos pelo foral.
Os eclesiásticos de todos os mosteiros, homens e mulheres, que fizessem voto de profissão, os clérigos de ordens sacras e os beneficiados de ordens menores, estavam isentos de pagamento de portagem e não eram obrigados a fazer saber da ida e da vinda dos seus bens.
Por último, o documento discrimina a Pena do Foral, aplicada a «...qualquer pessoa de qualquer qualidade...» que cobrasse impostos para além dos que estavam estipulados no foral: expulsão da vila e termo durante um ano e pagamento de cadeia num valor trinta vezes superior ao usurpado, até ao valor máximo de dois mil reais. A justiça poderia ser feita imediatamente por qualquer oficial, sem necessitar de ordem superior, desde que sabida a verdade. E se fosse o Senhorio eram-lhe suspensos os direitos e a jurisdição do dito lugar, se a tivesse. Se fossem os almoxarifes, escrivães e oficiais perdiam o lugar, não podendo ocupar nenhum outro.

## Ligações Externas
- Forais Manuelinos do concelho de Santa Comba Dão